# Белки F-box
Белки F-box — белки, в которых есть хотя бы один домен F-box. Первый обнаруженный F-box-белок был одним из трёх компонентов SCF-комплекса, осуществляющего убиквитинирование белков, которые после этого разрушаются в протеосоме.
F-box также участвуют в таких процессах как передача сигнала и регуляция клеточного цикла. У растений многие F-box-белки участвуют в регуляции экспрессии генов и сайленсинге генов путём РНК-интерференции с микроРНК.
В клетках человека, в условиях повышенного содержания железа, два атома железа стабилизируют F-Box-белок FBXL5. Образовавшийся комплекс опосредует убиквитинирование белка IRP2, что приводит к снижению уровня железа в клетке.
Домен F-box — структурный мотив приблизительно из 50 аминокислот, который служит для взаимодействия с другими белками. Впервые его обнаружили в циклине F, откуда этот мотив и получил своё название.
Мотив F-box непосредственно взаимодействует с белком SCF-комплекса Skp1, а F-box-домены обычно располагаются в белках в непосредственной близости от других мотивов для белок-белкового взаимодействия, таких как лейцин-обогащённые повторы и WD-повторы, которые, как полагают, осуществляют связывание белка-мишени, который убиквитинируется SCF-комплексом.

## Дальнейшее чтение
- Ho M., Tsai P., Chien C. F-box proteins: the key to protein degradation. (англ.) // J Biomed Sci[англ.] : journal. — 2006. — Vol. 13, no. 2. — P. 181—191. — doi:10.1007/s11373-005-9058-2. — PMID 16463014.